# NHK 종합 텔레비전
NHK 종합 텔레비전(일본어: NHK総合テレビジョン, 영어: NHK General TV, GTV, NHK G)은 일본방송협회에서 운영하는 텔레비전 방송국 중 하나이다.

## 개요
- 간토 광역권(이바라키현도 포함)을 제외한 41개 도부현에서 현역방송을 하고 있지만, 디지털 방송의 경우 이바라키현도 현역방송 지역에 포함된다.
- 대부분 지역에서 디지털 텔레비전 가상채널번호로 1번을 사용하고 있으며 원래 교육 텔레비전처럼 일본전국 모든 방송국에서 1번을 사용하려고 했으나 이미 가상채널번호로 1번을 할당받은 민영 텔레비전 방송국에서 반발했기 때문에 무산되었으며 가상채널번호로 1번을 사용하고 있는 민영 텔레비전 방송국은 다음과 같다.
  - 홋카이도 : 홋카이도 방송(HBC. JNN 계열)
  - 아오모리현 : 아오모리 방송 (RAB. NNN · NNS 계열)
  - 미야기현 : 도호쿠 방송 (TBC. JNN 계열)
  - 도야마현 : 기타니혼 방송 (KNB. NNN · NNS 계열)
  - 주쿄광역권 : 도카이 TV (THK. FNN · FNS 계열)
  - 돗토리현 · 시마네현 : 니혼카이 TV (NKT. NNN · NNS 계열)
  - 도쿠시마현 : 시코쿠 방송 (JRT. NNN · NNS 계열)
  - 후쿠오카현 : 규슈 아사히 방송 (KBC. ANN 계열)
  - 가고시마현 : 미나미니혼 방송 (MBC. JNN 계열)
- 아날로그 텔레비전 방송의 경우 3번을 중심채널로 사용하는 방송국이 많았는데 이는 종합 텔레비전이 처음 개국하던 1950년대에서 60년대 사이 1번,2번,12번 채널을 주일미군에서 레이다용으로 사용했기 때문이며 이 채널들이 반환된 이후 도쿄 방송국은 기존의 3번에서 1번으로, 오사카 방송국은 4번에서 2번으로 채널을 옮겼지만 많은 지역에서 1번 채널이 민영방송국에 할당되었기 때문에 그대로 3번을 사용하게 되었다.
- 방송개시 영상에 나오는 일장기는 시마네현에 있는 이즈모 대사에 있는 깃발로 다다미 74개 분량의 크기와 비슷한 이 일장기는 일본에 현존하는 일장기 중 가장 큰것이라 한다.

## 특징
- 광고방송(상업광고방송)은 내보내지 않는다. 광고방송(상업광고방송)이 없는 이유는 수신료로 운영을 하고 있다.
- 재난방송 주관 방송사로 지정되어, 재난 발생 시 중대한 역할을 수행하고 있다. 특히 지진(및 지진해일) 발생 시 일본 기상청의 진도 계급에서 진도 7 이상이 관측되면 뉴스 속보를 통해 일부 정규 방송이 중단되는 사례가 발생한다. 또한 일본 혼슈, 규슈, 시코쿠 지역에 태풍이 발생할 경우에도 뉴스 속보를 위해 일부 정규 방송이 중단될 수 있다.

## 연혁
- 1953년 2월 1일 : NHK 도쿄 텔레비전 방송국(콜사인：JOAK-TV) 본방송 개시.[2][3]
- 1954년 3월 1일 : NHK 오사카 텔레비전 방송국(콜사인：JOBK-TV) 본방송 개시.[4]
- 1954년 2월 20일 : NHK 나고야 텔레비전 방송국(콜사인：JOCK-TV) 본방송 개시.
- 1956년 3월 21일 : 센다이, 히로시마, 후쿠오카에서 텔레비전 방송을 시작했으며 이후 4년동안 일본전국에서 네트워크를 거의 완성시킨다.
- 1957년 12월 28일 : 도쿄 텔레비전에서 컬러 텔레비전 실험 방송 개시[5]
- 1959년 1월 10일 : 도쿄 교육 텔레비전(콜사인：JOAB-TV) 본방송 개시.[6]
- 1960년 9월 10일 : 도쿄와 오사카에서 컬러 텔레비전 본방송 개시.
- 1970년 4월 - NHK UHF 텔레비전 실험 방송국이 도쿄와 오사카에서 개국(두 방송국 모두 UHF 14ch에서 방송).
- 1974년 1월 16일 : 유류 파동으로 인해 낮[7], 심야방송[8]을 일부 휴지.[9]
- 1975년 4월 7일 : UHF 텔레비전 시험 방송 종료.
- 1982년 12월 17일 : 음성다중방송 개시.
- 1984년 4월 : 오일 쇼크 당시부터 계속되던 심야 방송 휴지를 전면 해제.
- 1985년 11월 : 문자다중방송 개시.
- 1996년 4월 : 주말(금·토요일 심야)에 한정적 24시간 방송개시.동시에 평일 방송 종료시간을 심야 2시로 연장한다.
- 1997년 4월 : 24시간 방송 개시(일요일 심야 제외.방송기점은 오전 5시).
- 2000년 4월 : 일요일 24시간 방송 실시.(1·3째주 일요일 제외)
- 2003년 12월 1일 : 오전 11시 지상 디지털 텔레비전 본방송을 도쿄, 나고야 및 오사카 일부에서 개시.
- 2011년 7월 24일 : NHK 아날로그 텔레비전 송출 종료이다. 디지털 송출 전환.

## 같이 보기
- KBS
- EBS
- BBC